# 인헌중학교
인헌중학교(仁憲中學校)는 대한민국 서울특별시 관악구 봉천동에 있는 공립 중학교이다.

## 학교 연혁
- 1970년 9월 1일 : 초대 이창재 교장 취임
- 1971년 1월 16일 : 봉천중학교 설립 인가
- 1971년 3월 4일 : 신입생 배정 입학식 거행(13학급 910명)
- 1980년 2월 25일 : 인헌동(봉천11동) 현 위치로 이전
- 1998년 3월 1일 : 인헌중학교로 교명 변경
- 2007년 5월 : 인헌관 개관
- 2017년 3월 1일 : 서울시교육청 지정 세계시민교육 연구학교
- 2018년 8월 27일 : 식생활교육관 개관
- 2020년 3월 1일 : 제17대 임경수 교장 취임
- 2023년 1월 3일 : 제50회 졸업식(154명, 총 30,308명)
- 2023년 3월 2일 : 제53회 입학식(남 78명, 여 65명 총 143명)

## 참고 자료
- 인헌중학교 - 한국교육학술정보원 학교알리미